# Parque nacional Cradle Mountain-Lake St. Clair
El parque nacional Cradle Mountain-Lake St.Clair es un parque nacional de Tasmania (Australia) declarado Patrimonio de la Humanidad por la Unesco como parte de la Reserva Natural de Tasmania. Tiene dos accesos principales, uno al norte llamado Cradle Valley y otro al sur a través del lago St. Clair.